# Margarita Xirgu
Margarita Xirgu, tên khác Margarida Xirgu (18 tháng 6 năm 1888, Molins de Rei, Catalunya, Tây Ban Nha – 25 tháng 4 năm 1969, Montevideo, Uruguay), là một nữ diễn viên sân khấu Tây Ban Nha, người rất nổi tiếng khắp đất nước và Mỹ Latinh. Một người bạn của nhà thơ Federico García Lorca, cô bị buộc phải lưu vong trong thời kỳ độc tài của Francisco Franco ở Tây Ban Nha, nhưng vẫn tiếp tục công việc diễn xuất ở Mỹ. Những vở kịch đáng chú ý trong đó cô xuất hiện bao gồm Como tú me Deseas, La casa de Bernarda Alba và Mariana Pineda.
Một vở opera, Ainadamar, của nhà soạn nhạc Osvaldo Golijov và nhà viết kịch David Henry Hwang, dựa trên cuộc đời của Xirgu và sự liên kết giữa cô với Lorca, được công chiếu năm 2003. Một bản ghi âm của tác phẩm được phát hành năm 2006 dưới tên hãng đĩa Deutsche Grammophon (Danh mục # 642902) đã giành giải thưởng Grammy 2007 cho Tác phẩm đương đại cổ điển hay nhất và Bản thu âm Opera hay nhất.

## Tiểu sử
Sinh ra ở Molins de Rei vào năm 1888, gia đình cô chuyển đến Girona đầu tiên vào năm 1890 và cuối cùng đến Barcelona vào năm 1896. Công việc nhà hát đầu tiên của cô là vào năm 1906 với nhân vật Blanca trong Mar i Cel, trong Teatre Romea. Năm 1908 đã thực sự thành công với Joventut de prinereem trong Hiệu trưởng Teatre. Sau đó, vào năm 1909, cô bắt đầu sự nghiệp điện ảnh với Guzmán el Bueno. Năm 1910, cô kết hôn với Josep Arnall. Năm 1911, Àngel Guimerà đã viết "La reina jove" cho cô ấy, và năm đó cô ấy đã thành lập công ty sân khấu của riêng mình. Năm 1912, một doanh nhân ở Buenos Aires đã ký hợp đồng với cô làm việc tại Nam Mỹ.